# Zhuanghe
Zhuanghe, tidigare romaniserat Chwangho, är en stad på häradsnivå som lyder under Dalians subprovinsiella stad i Liaoning-provinsen i nordöstra Kina. Den ligger omkring 220 kilometer söder om provinshuvudstaden Shenyang. 

## Källa
1. ↑  ”worldpostmarks.net”. Arkiverad från originalet den 2 januari 2015. https://web.archive.org/web/20150102101710/http://worldpostmarks.net/HTML%20Countries/china.htm. Läst 22 juli 2015.